# Die Verbannten Kinder Evas
Die Verbannten Kinder Evas – austriacki zespół muzyczny założony w 1993 roku przez Richarda Lederera (Protectora) i Michaela Gregora (Sileniusa), członków black metalowej grupy Summoning.

## Życiorys
Zespół początkowo składał się z członków Black metalowej grupy Summoning. Richard Lederer później opuścił zespół by skupić się na Summoning. Ich muzyka jest wolna i melancholijna, z czystym kobiecym i męskim wokalem oraz tekstami John`a Dowland i Percy`ego Bysshe Shelley. W 2006 zespół opublikował ich czwarty album "Dusk And Void Became Alive" ze współpracą z nową czołową wokalistką Christiną Kroustali.
Die Verbannten Kinder Evas znaczy w języku polskim "Wygnane Dzieci Ewy". Nazwa pochodzi z wersu hymnu "Salve Regina".

## Dyskografia
- Die Verbannten Kinder Evas (1995)
- Come Heavy Sleep (1997)
- In Darkness Let Me Dwell (1999)
- Dusk And Void Became Alive (2006)

## Skład zespołu
Aktualni członkowie
- Richard Lederer (Protector) – syntezatory, śpiew
- Christina Kroustali (Lady of Carnage) – śpiew

Byli członkowie
- Michael Gregor – syntezatory, śpiew
- Julia Lederer – śpiew
- Tania Borsky – śpiew

Założyciele
- Richard Lederer (Protector) – syntezatory, śpiew
- Michael Gregor (Silenius) – syntezatory, śpiew